# Brisbane Strikers FC
Brisbane Strikers FC är en fotbollsklubb från Brisbane i Australien. Klubben spelar i Queensland State League som är den högsta ligan i delstaten Queensland. Mellan 1991 och 2004 spelade klubben i den numera nerlagda nationella proffsligan National Soccer League (NSL) och 1997 vann de och blev australiensiska mästare.